# Olimpíada de xadrez de 1960
A Olimpíada de xadrez de 1960 foi a 14.ª edição da Olimpíada de Xadrez organizada pela FIDE, realizada em Leipzig entre os dias 26 de outubro e 9 de novembro. A equipe da União Soviética (Mikhail Tal, Mikhail Botvinnik, Paul Keres, Victor Korchnoi, Vassily Smyslov e Tigran Petrosian) conquistou a medalha de ouro, repetindo o feito das edições anteriores, seguidos dos Estados Unidos (Bobby Fischer, William James Lombardy, Robert Byrne, Arthur Bisguier, Nicolas Rossolimo e Raymond Weinstein) e Iugoslávia (Svetozar Gligorić, Aleksandar Matanović, Borislav Ivkov, Mario Bertok, Mato Damjanović e Milan Vukčević).

## Quadro de medalhas
| Tabuleiro | Ouro                       | Prata                                   | Bronze                      |
| 1.º       | AUT Karl Robatsch          | URS Mikhail Tal                         | USA Bobby Fischer           |
| 2.º       | URS Mikhail Botvinnik      | ISL Arinbjörn Guðmundsson               | 1945 Arturo Pomar Salamanca |
| 3.º       | URS Paul Keres             | URS Robert Byrne                        | YUG Borislav Ivkov          |
| 4.º       | MGL Lhamsuren Myagmarsuren | INA Tan Hoan Liong                      | URS Victor Korchnoi         |
| 1.º res   | URS Vasily Smyslov         | YUG Mato Damjanović ARG Samuel Schweber | -                           |
| 2.º res   | URS Tigran Petrosian       | ISR Emanuel Ghuti                       | HUN Gyula Kluger            |